# 巴沃河
巴沃河（法語：Bave，法語發音：[bav]）是法国奧克西塔尼大區洛特省的河流，是多爾多涅河的左支流，长36.8千米，发源自圣科隆布，于普吕多马流入多尔多涅河河。